# Anaka burmensis
Anaka burmensis är en insektsart som beskrevs av Irena Dworakowska 1993. Anaka burmensis ingår i släktet Anaka och familjen dvärgstritar. Inga underarter finns listade i Catalogue of Life.